# Dmytro Šutkov
Dmytro Anatolijovyč Šutkov (in ucraino Дмитро Анатолійович Шутков?; Donec'k, 3 aprile 1972) è un ex calciatore ucraino, di ruolo portiere.